# Романизација (културна)
Романизација је облик културне експанзије, интеграције и асимилације неримског становништва на подручју староримске државе (лат. Res Publica Romana). Упоредо са територијалном експанзијом Римске републике и потоњег Римског царства, ширила се и римска култура, коју су постепено прихватали и покорени народи. Процес романизације је био слојевит, пошто је подразумевао прихватање разних видова староримске културе, почевши од римских обичаја и правног поретка, преко усвајања латинског језика и писма (латинизација), до прихватања староримске религије.
Романизација је спровођена по вертикалној структури друштва, од врха ка доле, пошто су припадници виших слојева покорених народа први усвајали римску културу - Нова римска култура је ширена из градова, док су остаци старе културе најдуже опстајали у сеоским срединама у унутрашњости. Таоци су имали важну улогу у овом процесу, пошто су деца припадника више класе међу покореним народима често одвођена у Рим, где су добијала римско образовање и усвајала римску културу.
Проучавање романизације интензивирано је током 19. века, када су формиране и прве теоријске концепције које су покушале да пруже целовиту слику о овој сложеној културно-историјској појави. Поједине теорије су под утицајем тадашњег европског колонијализма и империјализма биле фокусиране на наводну "цивилизаторску" улогу романизације, уз афирмативно вредновање римског преобликовања "варварских" друштава у циљу њиховог укључивања у цивилизовани свет. Насупрот томе, новије теорије су фокусиране првенствено на културолошке аспекте процеса романизације, са посебним фокусом на прихватању нових обичаја и начина живота, усвајања новог језика и писма, примања уметничких и религијских утицаја.
Најдубља је била романизација области географски или климатски блиских самом Лацијуму – Италије, Сицилије, Сардиније, Корзике, Реције, Балеарских острва, Иберије, Галије и Дакије. Након пада Рима, на основу дијалеката народног латинског, формирају се романски језици (италијански, шпански, француски, румунско-молдавски итд.), којима говоре савремени романски народи: Италијани, Шпанци, Французи, Румуни, Молдавци и др.

## Историја
Процес романизације текао је веома брзо на Медитерану (Италија, Иберија, Прованса – Окситанија). У севернијим и перифернијим крајевима било је тешко због удаљености, слабог прилива колониста из Италије и ратова са суседним и/или аутохтоним народима (Келти, Германи, Илири, Вандали).
На Балканском полуострву Римљани су затекли Илире (од Јадрана до Мораве), Келте (око Саве и Дунава), Трачане (источно и јужно од Мораве) и Дарданце (на простору Косова и Метохије). Након освајања у 1. веку п. н. е. (до Дунава на северу) провинције се оснивају у доба Октавијана Августа. Највећи део данашње Србије био је у оквиру провинције Горње Мезије, а мањи делови у оквиру провинција Доња Панонија (Срем), Далмација (делови западна Србије), Тракија (Пирот, Димитровград) и Дакија (римски Банат). Најзначајнији римски градови на простору данашње Србије били су Сирмијум (Сремска Митровица), Виминацијум (Костолац) и Наисус (Ниш). Простор Балкана био је богат рудама. Римска власт на Балкану срушена је у другој половини 6. века након устанка Словена и Авара.
Ослонац римске власти у провинцијама била је војска. Сирмијум, Сингидунум (Београд) и Виминацијум су се развили из војних логора у близини границе (породице војника, занатлије, трговци), а Наисус на раскрсници путева који су спајали Дунав, Јадран, Егеј и Босфор. Развој трговине учинио је римске градове центрима из којих се римски утицај ширио међу домаћим становништвом. Романизација, односно прихватање латинског језика, римских обичаја и културе на Балкану је била најизраженија на простору Далмације, која је прва покорена у Илирским ратовима још у 3. веку п.н.е.